# Самарийтрицинк
Самарийтрицинк — бинарное неорганическое соединение
самария и цинка
с формулой Zn3Sm,
кристаллы.

## Получение
- Сплавление стехиометрических количеств чистых веществ:

{\displaystyle {\mathsf {Sm+3Zn\ {\xrightarrow {855^{o}C}}\ Zn_{3}Sm}}}

## Физические свойства
Самарийтрицинк образует кристаллы
ромбической сингонии, пространственная группа P nma, параметры ячейки a = 0,6725 нм, b = 0,4489 нм, c = 1,0199 нм, Z = 4,
структура типа трицинкиттрия YZn2
.
Соединение образуется по перитектической реакции при температуре 855 °C
.